# 埃爾羅薩里奧 (庫斯卡特蘭省)
埃爾羅薩里奧（西班牙語：El Rosario），是薩爾瓦多的城鎮，位於該國中部，由庫斯卡特蘭省負責管轄，面積14.21平方公里，海拔高度616米，2007年人口4,220，人口密度每平方公里296.97人。
13°40′N 88°58′W / 13.667°N 88.967°W